# Ringstraße

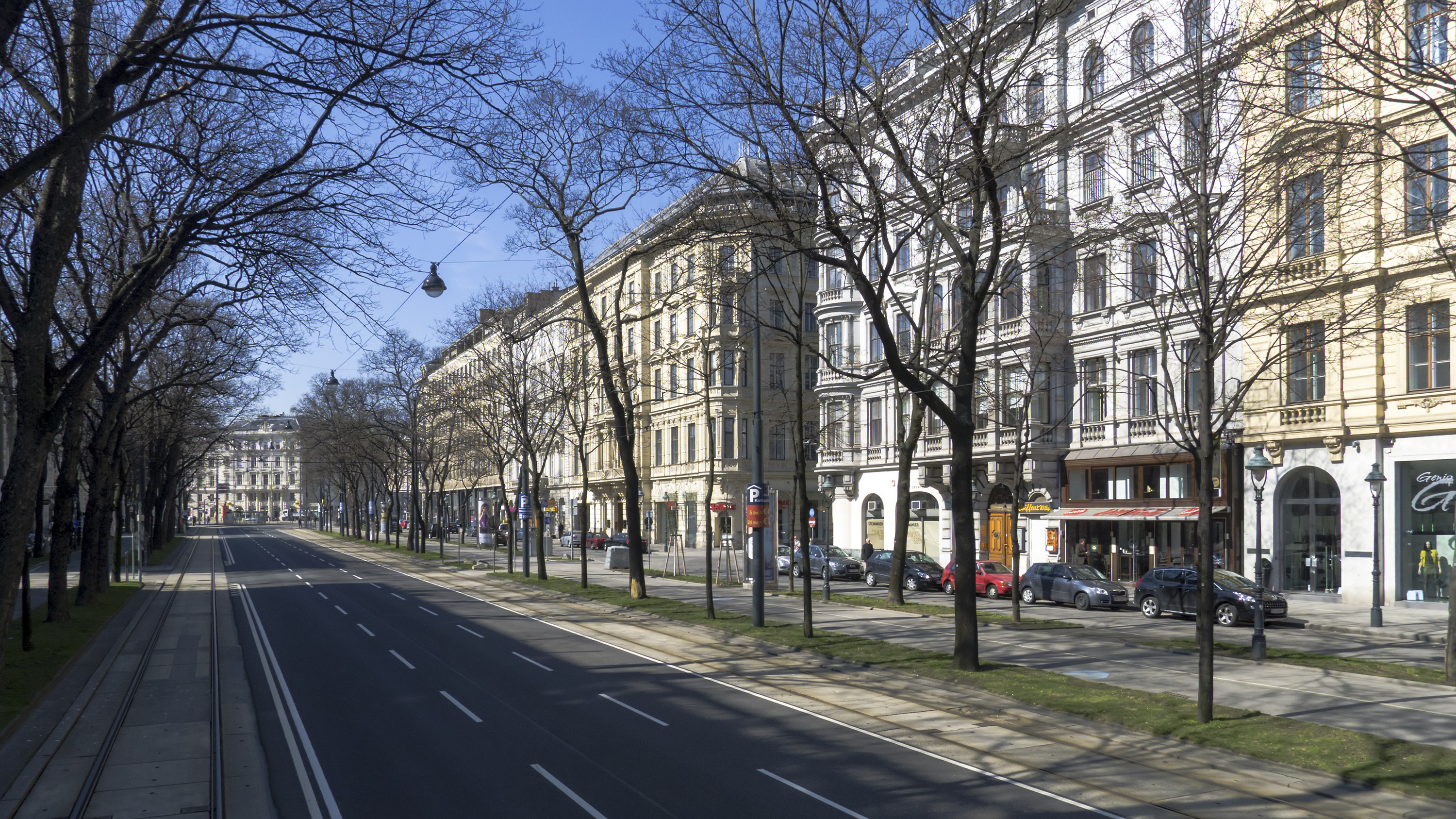
El Schubertring, un dels trams de la Ringstraße

La Ringstraße (equivalent, en alemany, de Ronda) és una gran avinguda que envolta completament el nucli antic de Viena o Innere Stadt. És una de les avingudes principals de Viena i un dels bulevards més importants d'Europa. Fa 5,2 km. de llargada i 57 metres d'amplada en la major part dels seus trams.
Es va començar a construir per iniciativa de l'emperador Francesc Josep I a partir de 1857, arran de l'enderroc de les muralles de Viena. Al llarg del seu recorregut es van anar disposant edificis monumentals que ofereixen un dels més notables desplegaments de l'arquitectura historicista europea al mateix temps que constitueixen un reflex de la puixança de l'Imperi Austrohongarès. Constitueix així mateix un dels grans exemples de l'urbanisme i de les dinàmiques urbanes europees al segle xix.
El conjunt de la Ringstraße forma part del Centre històric de Viena, declarat Patrimoni Mundial per al UNESCO l'any 2001.

## Història

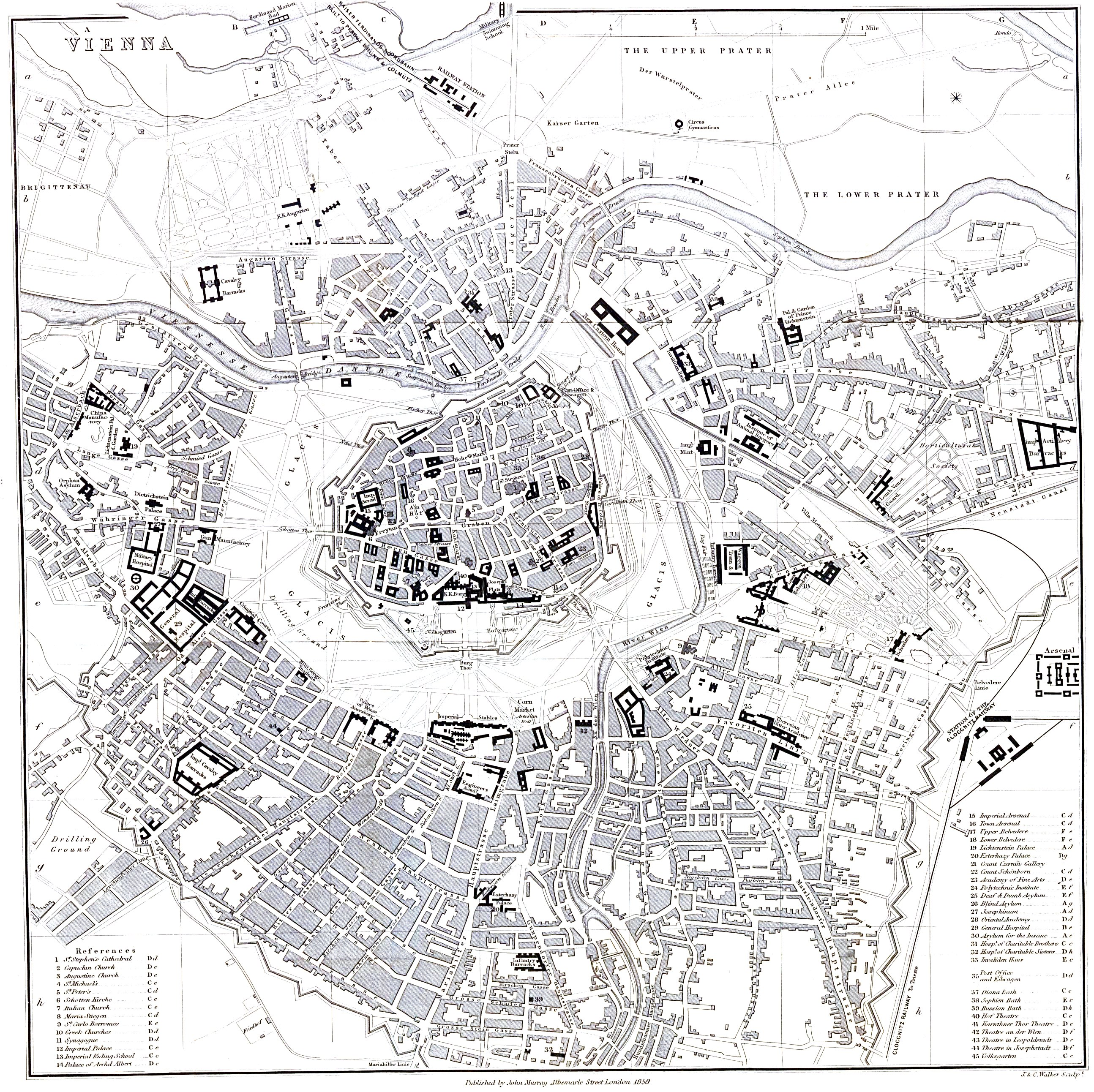
Planòl de Viena el 1858, mostrant el traçat de les muralles abans del seu endorrc per donar lloc a la construcció de la Ringstraße.

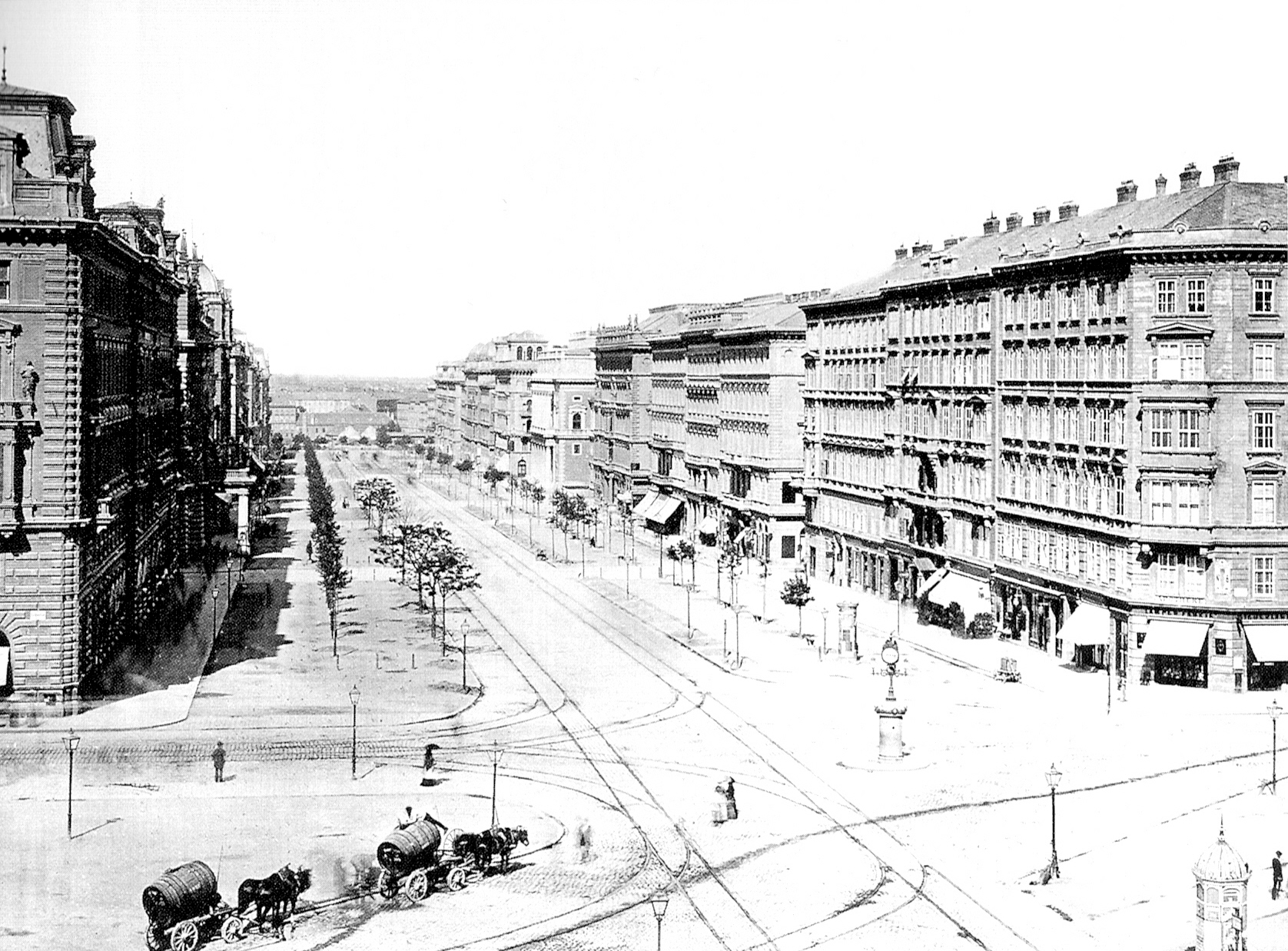
El Schottenring, un dels trams de la Ringstraße, el 1875

L'any 1850 es van annexionar com a districtes de Viena alguns dels nuclis fora muralla del seu entorn. D'aquesta manera, es posava de manifest que les històriques muralles de la ciutat, protagonistes dels diversos setges que ha patit, esdevenien obsoletes i constituïen un obstacle per al creixement i l'expansió de la ciutat moderna.
Superant les tensions entre l'estament militar, partidari de conservar les muralles, i la societat civil, partidària de l'eixample de la ciutat, l'any 1857 l'emperador Francesc Josep I va emetre el decret «és la meva voluntat» (Es ist Mein Wille a Wikisource) ordenant l'enderroc de les antigues muralles de la ciutat. En aquest decret l'emperador ja definia la mida exacta de la ronda que s'havia de construir enlloc de les muralles i de les esplanades al llarg de tot el seu perímetre, així com la ubicació i les funcions dels nous edificis que s'havien d'alçar en els terrenys que s'alliberaven. Es tractava clarament d'una operació d'estat amb voluntat de posar de manifest la grandeur i la glòria de l'Imperi dels Habsburg.
Al rerefons hi havia també els ecos de la revolució de 1848 als estats dels Habsburg i l'experiència derivada dels bulevards de París, concebuts pel baró Haussmann i impulsats per Napoléo III. S'havia demostrat que eixamplar els carrers era una mesura eficaç davant de la construcció de barricades.
L'any 1858 es va convocar un concurs d'idees que va permetre donar forma al projecte definitiu, aprovat l'any següent. Mentrestant, ja s'havia iniciat l'enderroc de les muralles.
Després d'algunes disputes sobre competències entre el govern i el municipi, es va crear un «Fons d'Expansió de la Ciutat» que tanmateix va ser administrat pel govern. De tots els nous edificis previstos, tan sols la nova seu de l'ajuntament es va fer per iniciativa municipal.
L'any 1865 es va produir la inauguració oficial del nou bulevard. En alguns punts ja s'havia iniciat la construcció de nous edificis (com l'església votiva o l'Òpera de l'Estat de Viena) però la major part es van fer amb posterioritat a aquesta data. La construcció, l'any 1913, de l'edifici del Ministeri de la Guerra i de la Caixa Postal d'Estalvis assenyalen el final del desenvolupament del projecte. Amb l'esclat de la Primera Guerra Mundial i la fi de la monarquia també va quedar incomplet el projecte d'un gran Fòrum Imperial que s'entrecreuava amb la Ringstraße i del qual tan sols es van realitzar el Neue Burg i els museus d'història de l'art i d'història natural.
A part dels edificis monumentals de caràcter oficial o institucional, la noblesa i l'alta burgesia també es van afanyar a construir els seus propis palaus o cases tot al llarg del bulevard. Un dels primers edificis privats que es van construir va ser el Heinrichshof (1861) promogut per l'industrial de la construcció Heinrich Drasche. Aquest edifici va resultar molt malmès arran de l'ofensiva de Viena l'any 1945 i finalment enderrocat. És significatiu que entre els edificis privats en sobresurtin alguns de grans families jueves (Epstein, Todesco o Ephrusi).
L'obertura de la Ringstraße constitueix un dels grans exemples de l'urbanisme i de les dinàmiques urbanes europees del segle xix, juntament amb els projectes d'expansió de ciutats com Londres, Berlin, París o Barcelona. El concurs convocat l'any 1858 es pot considerar un dels primers grans concursos internacionals d'arquitectura.
Des del punt de vista estilístic, en l'arquitectura de la Ringstraße hi predomina absolutament l'historicisme en gairebé totes les seves expressions, des del neoclassicisme a l'eclecticisme. Es parla, a vegades, d'un estil característic de la Ringstraße o Ringstraßenstil donant a entendre que malgrat les solucions individuals donades a cada un dels edificis es tracta d'un projecte global, concebut com a conjunt. Només l'edifici de la Caixa Postal d'Estalvis, obra d'Otto Wagner, construït el 1913 en la fase final de realització del projecte, introdueix ja el nou estil de la Secessió de Viena. Les formes de l'arquitectura moderna s'hi van introduir després de la Segona Guerra Mundial, en temps de reparació i sutura dels efectes de la guerra. El primer edifici de tipus racionalista que es va aixecar al perímetre de la Ringstraße va ser la Ringturm (1953-1955).

## Sectors
La Ringstraße es subdivideix en diversos trams o sectors, anomenatsː
- Opernring
- Burgring
- Dr. Karl-Renner Ring
- Universitätsring
- Schottenring
- Stubenring
- Parkring
- Schubertring
- Kärntner Ring

Formant part del mateix projecte urbanístic, hi ha una segona ronda, paral·lela a la Ringstraße per la part exterior, que va ser construïda per a concentrar-hi el trànsit de vehicles, de manera que la Ringstraße podia quedar alliberada del tràfic dens i conservar el seu caràcter de passeig. Així doncs, en enumerar els principals edificis es tenen en compte els que es troben a la banda interior de la ronda i també els que es van construir de cara a aquesta ronda exterior.

## Edificis més notables
| Edifici | Data                  | Arquitecte                                                     | Estil                                                                                            | Imatge |
| --- | --------------------- | -------------------------------------------------------------- | ------------------------------------------------------------------------------------------------ | ------ |
| Òpera de l'Estat de Viena (anteriorment K.u.K. Hofoper)                                                                  | 1863-1869             | August Sicard von Sicardsburg i Eduard van der Nüll            | neorenaixentista                                                                                 |        |
| Musikverein | 1867-1870             | Teophil Hansen                                                 | combina elements neoclàssics i neorenaixentistes                                                 |        |
| Acadèmia de Belles Arts de Viena (Akademie der bildenden künste)                                                         | 1871-1877             | Teophil Hansen                                                 | neorenaixentista                                                                                 |        |
| Neue Burg | 1881-1913             | Gottfried Semper i Karl Freiherr von Hasenauer                 | neobarroc                                                                                        |        |
| Kunsthistoriches Museum (Museu d'Història de l'Art de Viena)                                                             | 1871-1891             | Gottfried Semper i Karl Freiherr von Hasenauer                 | neobarroc                                                                                        |        |
| Naturhistorisches Museum                                                                                                 | 1871-1889             | Gottfried Semper i Karl Freiherr von Hasenauer                 | neobarroc                                                                                        |        |
| MuseumsQuartier, antigues cavallerisses reials transformades en un gran centre cultural on es concentren diversos museus | segles XVIII-XXI      | J. B. i J. E. Fischer von Erlach, Leopold Mayer, Ortner&Ortner | barroc. neobarroc i contemporani                                                                 |        |
| Palau de Justícia (Justizpalast)                                                                                         | 1875-1881             | Alexander Wielemans von Monteforte                             | neorenaixentista                                                                                 |        |
| Parlament austríac | 1874-1883             | Theophil Hansen                                                | neoclàssic (una referència a l'antiga democràcia d'Atenes)                                       |        |
| Burgtheater (anteriorment K.u.K. Hofburgtheater)                                                                         | 1874-1888             | Gottfried Semper i Karl Freiherr von Hasenauer                 | neobarroc                                                                                        |        |
| Rathaus (Ajuntament) | 1872-1883             | Friedrich von Schmidt                                          | neogòtic                                                                                         |        |
| Universitat de Viena | 1877-1884             | Heinrich von Ferstel                                           | neorenaixentista (una referència als començaments del sistema universitari a la Itàlia del nord) |        |
| Votivkirche o Església votiva                                                                                            | 1856-1879             | Heinrich von Ferstel                                           | neogòtic (una referència a les Catedrals de gòtiques franceses)                                  |        |
| Wiener Börse (Borsa de valors de Viena)                                                                                  | 1874-1877             | Theophil Hansen                                                | neorenaixentista                                                                                 |        |
| Ringturm | 1953-1955             | Erich Boltenstern                                              | racionalisme                                                                                     |        |
| Edifici Urania | 1909-1910             | Max Fabiani                                                    | neobarroc                                                                                        |        |
| Regierungsgebäude (anteriorment Kriegsministerium)                                                                       | 1909-1913             | Ludwig Baumann                                                 | neobarroc                                                                                        |        |
| Österreichische Postsparkasse (Caixa Postal d'Estalvis)                                                                  | 1904-1906 i 1910-1912 | Otto Wagner                                                    | Secessió de Viena                                                                                |        |
| Museum für Angewandte Kunst (Museu d'Arts Aplicades)                                                                     | 1868-1871             | Heinrich von Ferstel                                           | neorenaixentista                                                                                 |        |

Tot al voltant de la Ringstraße es despleguen nombroses zones verdes i parcs, essent els més notables Stadtpark, Burggarten, Volksgarten i Rathauspark, Entre les places destaquen Schwarzenbergplatz, Schillerplatz, Maria-Theresien-Platz i Heldenplatz. Així mateix, són molt nombrosos els monuments i les estàtues que s'hi troben, dedicades a personatges com Goethe, Schiller, Emperadriu Maria Teresa, Emperadriu Sissi, Princep Eugeni de Savoia, Arxiduc Carles Lluís d'Àustria, els fundadors de la Primera República austríaca, Johann Andreas von Liebenberg, Compte Joseph Radetzky, Georg Coch, Mozart i Johann Strauss entre molts altres.